# Manzanares (rivière)
Pour les articles homonymes, voir Manzanares.
Le Manzanares est la rivière qui traverse Madrid et un sous-affluent du fleuve Tage. 

## Géographie
Longue de 92 km, elle naît dans la Sierra de Guadarrama, traverse la ville de Manzanares el Real, longe Madrid sur son côté ouest avant d'aller se jeter dans le Jarama, l'un des affluents du Tage.
Le voyageur qui vient à Madrid s'étonne souvent que la ville ne soit traversée que par une rivière de si faible envergure. Il est bien évident que l'emplacement de Madrid n'était pas destiné à recevoir une ville de cette importance et c'est pour des raisons politiques que la capitale espagnole a été déplacée en 1561 par Philippe II de Tolède à Madrid. Jusqu'alors, il ne s'agissait que d'un domaine de chasse royal.

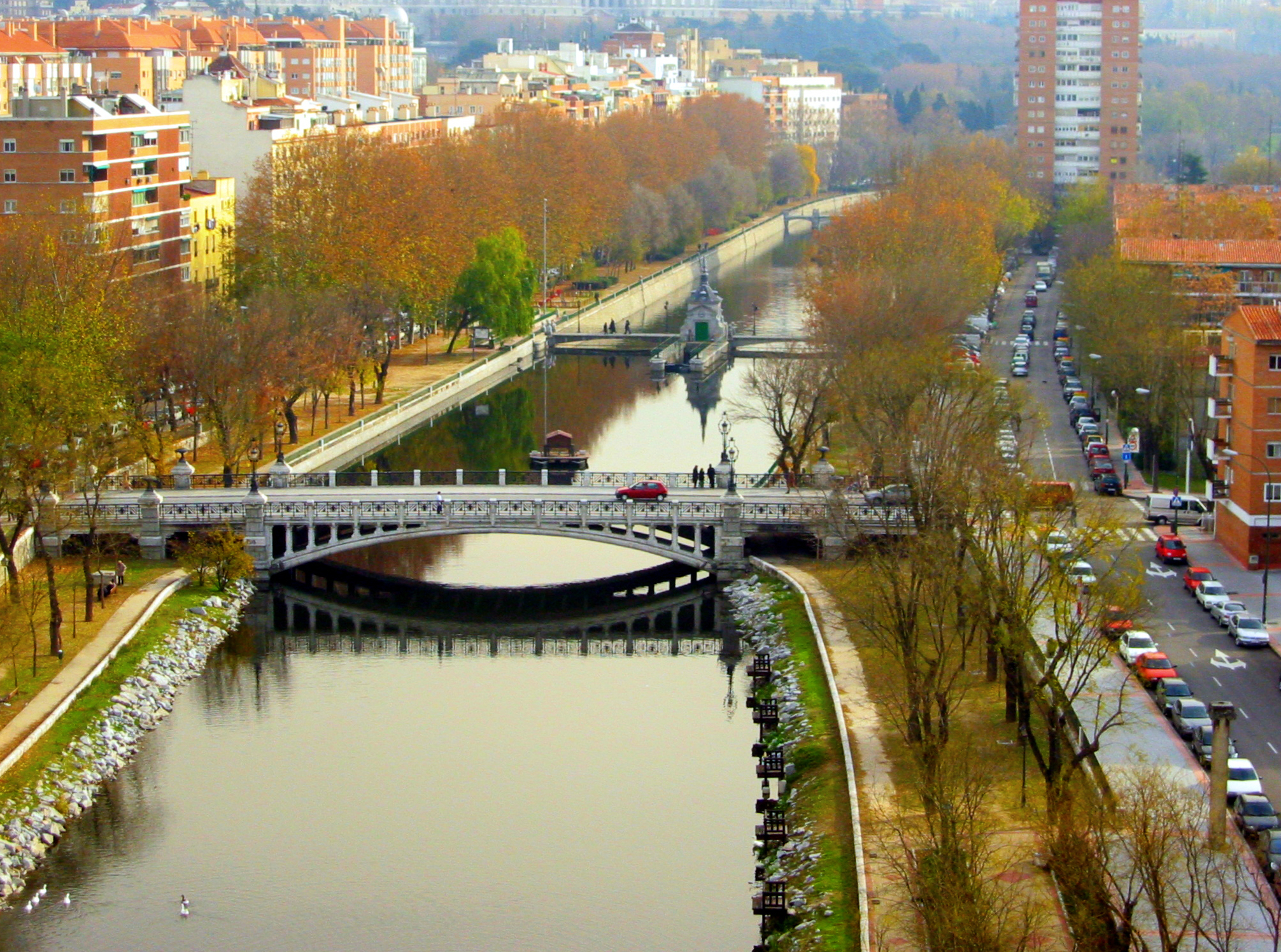
Le Manzanares à Madrid.

La croissance démesurée de la ville de Madrid a eu des conséquences fâcheuses sur le Manzanares. Alors que dans les années 1950 les Madrilènes pouvaient s'y baigner, c'est aujourd'hui une rivière presque asséchée par les besoins en eau de la capitale et polluée par l'activité humaine. La mairie de Madrid a pourtant décidé de redonner sa place à la rivière. Jusqu'à aujourd'hui entourée par la M30 (boulevard périphérique), l'enterrement de la ceinture d'autoroute a permis de créer un vaste parc des deux côtés du Manzanares (Parc Madrid Rio).
La moitié de son cours traverse la ville de Madrid. Le reste est inclus dans les parcs naturels de la « Cuenca Alta del Manzanares » et « Regional del Sureste ». 